# 双湾镇
双湾镇，是中华人民共和国甘肃省金昌市金川区下辖的一个乡镇级行政单位。

## 行政区划
双湾镇下辖以下地区：
九个井村、三角城村、陈家沟村、许家沟村、龙源村、龙寨村、营盘村、新粮地村、金河村、天生坑村、康盛村、古城村和龙口村。

## 交通
- 金昌金川机场